# WLIB
WLIB ist eine Radiostation in New York City. Sie war seit ihrer Gründung bis 2010 eine politische Radiostation in New York City und eine wichtige Stimme für Inhalte der Bürgerrechtsbewegung ab den 1960er Jahren. Ab 2004 war die Station Affiliate von Air America. Der Sender gehört heute Emmis Communications, Schwesterstationen sind WBLS und WQHT. 
Die drei Emmis-Stationen teilen sich die Studios im Viertel Hudson Square von Manhattan. Der Mittelwellensender von WLIB steht in Lyndhurst (New Jersey).

## Geschichte
Im Dezember 1941 nahm der heutige WLIB als WCNW aus Brooklyn seinen Sendebetrieb auf. Bereits auf die heutige Sendefrequenz lizenziert, teilte sich die WCNW zunächst die Sendestunden mit einer anderen Station. 
1947 wurde die Station von der New Broadcasting Company gekauft. Der Firmenchef Morris S. Novik war zuvor in einer Leitungsposition beim größten New Yorker Public-Radio-Sender WNYC gewesen. Sein Bruder und er übernahmen WLIB und änderten ihr Format radikal; sie wandelten WLIB in eine Station mit einem Programm für die Ethnien in New York um. Große Teile des täglichen Programms richteten sich fortan an die jüdischen und afroamerikanischen Communitys in der Stadt. WLIB wurde die führende Stimme der schwarzen Bevölkerung New Yorks. Sie baute Studios im Hotel Theresa in Harlem auf, um nah an ihren Hörern zu sein.
Bis in die späten 1980er-Jahre bestand das Programm von Montag bis Donnerstag primär aus politischen Talksendungen, ab Freitag bis Sonntag wurde Karibische Musik gespielt.